# 王孝傑
王 孝傑（おう こうけつ、生年不詳 - 697年）は、唐代の軍人。本貫は京兆郡新豊県。

## 経歴
儀鳳3年（678年）、劉審礼が吐蕃を討つのに副総管として従い、大非川で戦って敗れ、吐蕃に捕らえられた。吐蕃王のティ・ドゥーソンは孝傑を見て、泣を流して「顔がわが父に似ている」といって敬礼を加えたので、孝傑は死を免れ、ほどなく帰国できた。武周のとき、右鷹揚衛将軍に累進した。孝傑は長らく吐蕃の中にいたので、その虚実を知っていた。長寿元年（692年）、武威軍総管となり、左武衛大将軍の阿史那忠節とともに兵を率いて吐蕃を討ち、亀茲・于闐・疏勒・砕葉の四鎮を奪還して凱旋した。武則天に喜ばれ、孝傑は左衛大将軍に任じられた。長寿2年（693年）、夏官尚書に転じた。長寿3年（694年）、同鳳閣鸞台三品となり、清源県男に封じられた。延載元年（同年）、入朝して余官はもとのまま、瀚海道行軍総管となった。証聖元年（695年）、朔方道総管に転じた。万歳登封元年（696年）、吐蕃と素羅汗山で戦って敗れた。敗戦の罪で免官された。
万歳通天元年（同年）、契丹の李尽忠と孫万栄が反乱を起こした。万歳通天2年（697年）、孝傑は無官のまま清辺道総管として起用され、兵18万を率いて契丹を討った。孝傑の軍が東硤石谷に到達すると、契丹軍に遭遇した。道は狭く、敵軍は数が多かったので、孝傑は精鋭の士を率いて先鋒とし、戦いながら前進し、谷を出ると、方陣を布いて敵を防いだ。後軍総管の蘇宏暉は敵の大軍を恐れて、鎧を棄てて逃走した。孝傑は後詰めがなくなり、敵軍の乗ずるところとなって、陣営は潰乱し、孝傑は谷を落ちて死に、兵士たちはほぼ全滅した。ときに張説が節度管記として従軍していたため、敗戦の事情を武則天に上奏した。孝傑は夏官尚書の位を追贈され、耿国公に追封された。孝傑の子の王無択は朝散大夫の位を受けた。敗戦の原因を作った蘇宏暉は斬るよう使者が送られたが、使者が幽州に着かないうちに、蘇宏暉は功を立てて贖罪しており、処断を免れた。
開元年間、王無択は左驍衛将軍に上り、孝傑には特進の位を贈られた。

## 伝記資料
- 『旧唐書』巻93 列伝第43
- 『新唐書』巻111 列伝第36